# Magnolia duclouxii
Espèce
Statut de conservation UICN

 DD  : Données insuffisantes
Magnolia duclouxii est une espèce de plantes à fleurs de la famille des Magnoliaceae. C'est un arbre trouvé en Chine et au Viêt Nam.

## Description
C'est un arbre.

## Répartition et habitat
L'espèce est trouvée au Viêt Nam et en Chine (Yunnan, Sichuan, Guangxi). On la trouve en milieu subtropical.